# رومان كريوزيجير
رومان كريوزيجير (بالتشيكية: Roman Kreuziger)‏ مواليد 6 مايو 1986 في تشيكوسلوفاكيا، هو دراج تشيكي في صنف سباق الدراجات على الطريق. شارك في دورة الألعاب الأولمبية الصيفية.

## التصنيف
| السنة     | 2005 | 2006 | 2007 | 2008 | 2009 | 2010 | 2011 | 2012 | 2013 | 2014 | 2015 | 2016 | 2017 | 2018 | 2019 | 2020 | 2021 |
| --------- | ---- | ---- | ---- | ---- | ---- | ---- | ---- | ---- | ---- | ---- | ---- | ---- | ---- | ---- | ---- | ---- | ---- |
| بروتور    | -    | -    | 80   | 4    |      |      |      |      |      |      |      |      |      |      |      |      |      |
| العالم    |      |      |      |      | 7    | 22   |      |      |      |      |      |      |      |      |      |      |      |
| العالم    |      |      |      |      |      |      | 29   | 20   | 11   | 39   | 61   | 61   | 154  | 47   |      |      |      |
| عالمي     |      |      |      |      |      |      |      |      |      |      |      | 85   | 235  | 51   | 365  | 728  | 1988 |
| أوروبا    | 345  |      |      |      |      |      |      |      |      |      |      | 375  | 286  | 949  | 296  | 583  | 1346 |
|           |      |      |      |      |      |      |      |      |      |      |      |      |      |      |      |      |      |
| مصدر: UCI |      |      |      |      |      |      |      |      |      |      |      |      |      |      |      |      |      |

== سباقات أو مراحل فاز بها ==
| التاريخ        | السباق                                                      | المركز                                                                   |
| -------------- | ----------------------------------------------------------- | ------------------------------------------------------------------------ |
| 01 يناير 2004  | 2004 UCI Road World Championships – Junior men's road race  | الفائز في التصنيف العام                                                  |
| 01 يناير 2004  | 2004 UCI Road World Championships – Junior men's time trial |                                                                          |
| 18 مارس 2007   | باريس-نيس 2007                                              | المرتبة 19 في التصنيف العام، الرابع في تصنيف أفضل شاب                    |
| 23 سبتمبر 2007 | طواف إسبانيا 2007                                           | المرتبة 21 في التصنيف العام                                              |
| 04 مايو 2008   | طواف روماندي 2008                                           |                                                                          |
| 22 يونيو 2008  | طواف سويسرا 2008                                            | الفائز في التصنيف العام                                                  |
| 27 يوليو 2008  | سباق طواف فرنسا 2008                                        | المرتبة 12 في التصنيف العام، الثاني في تصنيف أفضل شاب                    |
| 14 سبتمبر 2008 | طواف ميزوري 2008                                            |                                                                          |
| 11 أبريل 2009  | طواف إقليم الباسك 2009                                      | التاسع في التصنيف العام                                                  |
| 03 مايو 2009   | طواف روماندي 2009                                           | الفائز في التصنيف العام                                                  |
| 21 يونيو 2009  | طواف سويسرا 2009                                            | الثالث في التصنيف العام، الثالث في تصنيف النقاط، السابع في تصنيف الجبال  |
| 01 أغسطس 2009  | طواف سان سيباستيان 2009                                     | الفائز في التصنيف العام                                                  |
| 01 يناير 2010  | Giro di Sardegna 2010                                       |                                                                          |
| 14 مارس 2010   | باريس-نيس 2010                                              | الأول في تصنيف أفضل شاب، الثالث في التصنيف العام                         |
| 29 مايو 2011   | طواف إيطاليا 2011                                           | الأول في تصنيف أفضل شاب، الخامس في التصنيف العام، السادس في تصنيف النقاط |
| 16 سبتمبر 2012 | طواف بوهيميا 2012                                           |                                                                          |
| 14 أبريل 2013  | سباق أمستل الذهبي 2013                                      | الفائز في التصنيف العام                                                  |
| 26 يونيو 2016  | سباق الطريق للرجال في بطولة التشيك لسباق الدراجات 2016      | الفائز في التصنيف العام                                                  |
| 25 أغسطس 2017  | Pro Ötztaler 5500 2017                                      | الفائز في التصنيف العام                                                  |

## روابط خارجية
- رومان كريوزيجير على موقع الاتحاد الدولي للدراجات (الإنجليزية)
- رومان كريوزيجير على موقع أرشيف الدراجات (الإنجليزية)
- رومان كريوزيجير على موقع إحصائيات الدراجات الإحترافية (الإنجليزية)
- رومان كريوزيجير على موقع نسبة الدراجات (الإنجليزية)
- رومان كريوزيجير على موقع CycleBase (الإنجليزية)
- رومان كريوزيجير على موقع أوليمبيديا (الإنجليزية)
- رومان كريوزيجير على موقع اللجنة الأولمبية التشيكية (التشيكية)